# بیلی اسلیتر (بازیکن فوتبال)
بیلی اسلیتر (انگلیسی: Billy Slater؛ زادهٔ ۱ ژانویهٔ ۱۸۵۸) بازیکن فوتبال اهل بریتانیا است.
از باشگاه‌هایی که در آن بازی کرده‌است می‌توان به باشگاه فوتبال بیرمنگام سیتی اشاره کرد.